# Бени Гудман
Бенджамин (Бени) Дейвид Гудман (на английски: Benjamin David „Benny“ Goodman) е американски джаз и суинг музикант, кларинетист и бендлидер, наричан „Кралят на суинга“. В средата на 30-те ръководи една от най-прочутите музикални групи в Америка. Неговият концертен албум The Famous 1938 Carnegie Hall Jazz Concert, записан в Карнеги Хол в Ню Йорк, се описва от критика Брус Едър като „измежду всички най-важният джаз или поп музикален концерт в историята: джаз партито, след което той 'излиза наяве' в света на 'уважаваната' музика“.
Групите на Гудман помагат за стартирането на кариерата на много от маститите имена в джаза. Във време на сегрегация неговата група е една от първите, в които музикантите преминават расовата бариера. Кариерата на Гудман продължава почти до края на живота му. Проявява професионален интерес и към класическата музика.